# 統一麵包

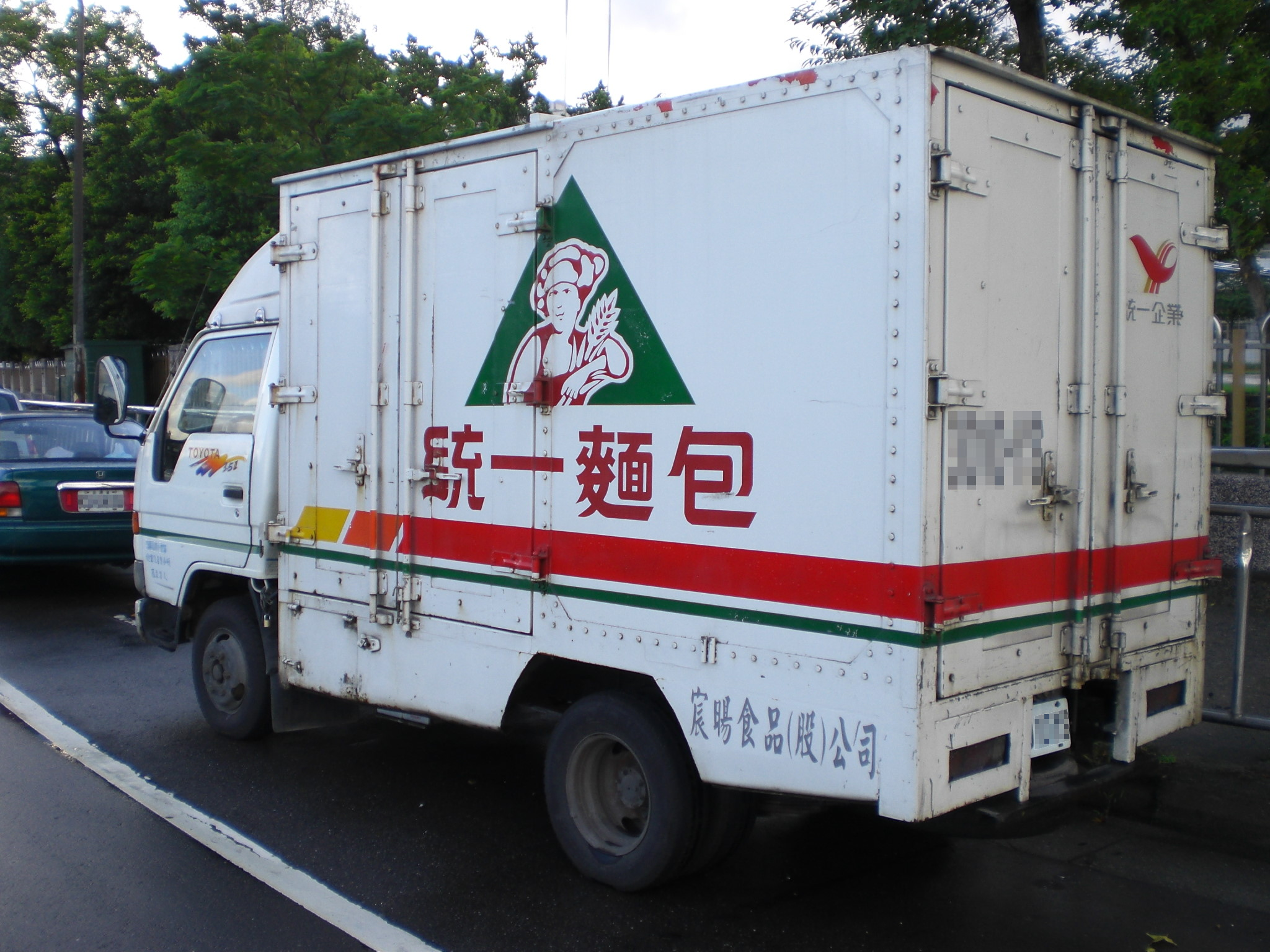
統一麵包經銷商的第五代豐田Dyna 3.5Ⅱ貨車

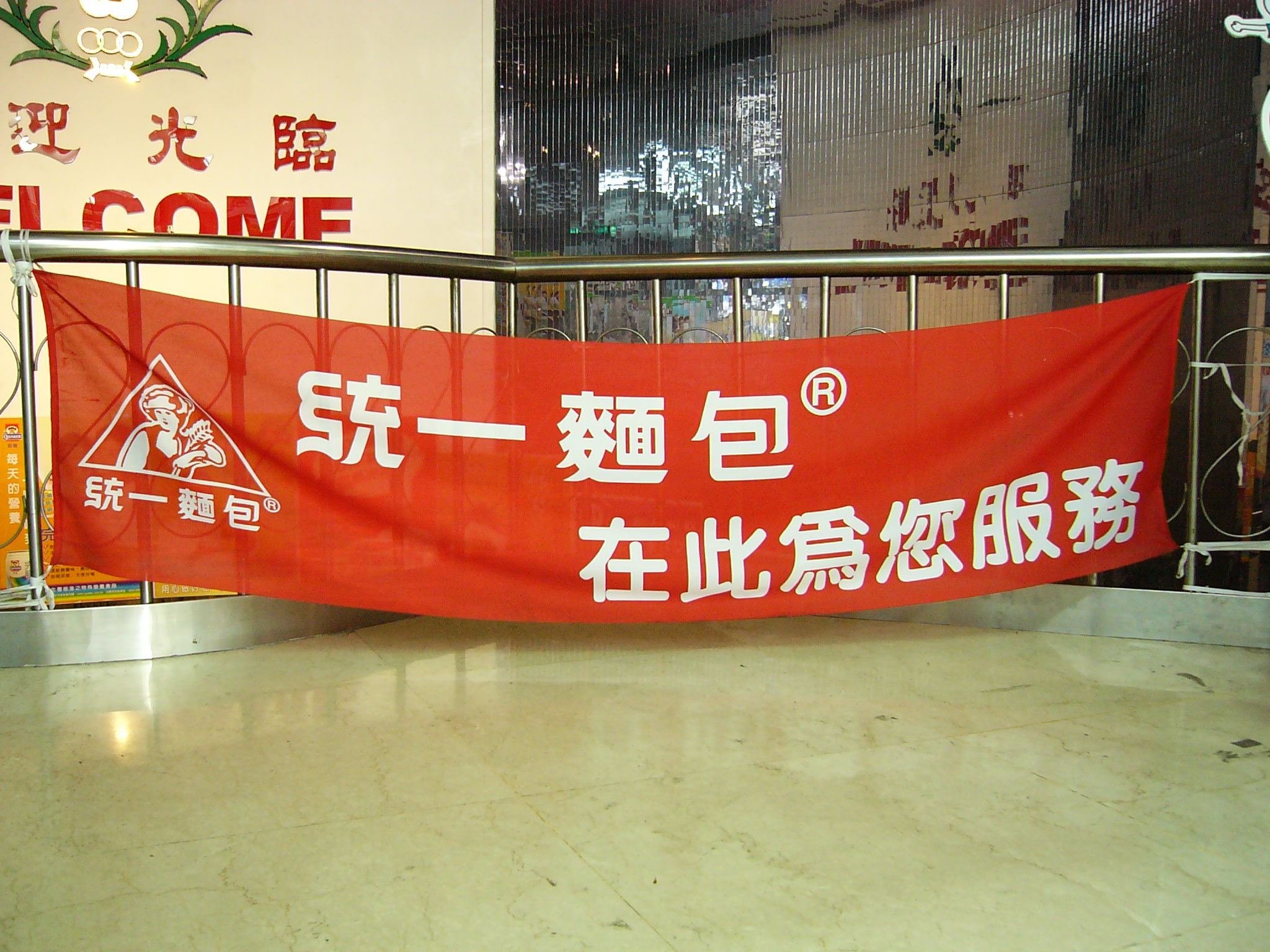
中華民國國防部福利總處台北市中區福利站內的統一麵包布條

統一麵包是統一企業旗下的一個麵包品牌。1980年統一企業於食品群下設立麵包部，同時成立中壢大麵包廠，並開始以統一麵包為品牌大量生產麵包，當時主要銷售管道除了統一超商外，也成立統一麵包專賣店（即後來的統一麵包便利商店，目前已經結束營業）。目前主要銷售通路包含統一超商、全家便利商店、萊爾富、OK便利店、聖娜多堡、星巴克咖啡連鎖店，產品主要是以機器生產再配送到銷售點，另生產冷凍麵糰供聖娜多堡再加工銷售，目前佔有台灣麵包市場15%的銷售額。